# Margot Dias
Margot Dias, GOIH, (* 4. Juni 1908 in Nürnberg als Margot Schmidt; † 26. November 2001 in Óbidos, Portugal) war eine aus Deutschland stammende portugiesische Musikerin, autodidaktische Ethnologin und Dokumentarfilmerin.

## Leben und Wirken

### Frühe Jahre
Margot Schmidt wurde 1908 in Nürnberg geboren. Ihr Vater war Bierbrauer und ihre Mutter, die aus einer Handwerkerfamilie stammte, arbeitete vor der Heirat in einem Juweliergeschäft. Bereits in jungen Jahren nahm Schmidt Klavierunterricht, zunächst bei ihrer älteren Schwester. Im Alter von 18 Jahren zog sie nach München, um ihr Musikstudium fortzusetzen, und verdiente ihren Lebensunterhalt durch privaten Klavierunterricht.
1940 schloss sie ihr Klavierstudium an der Münchner Musikhochschule ab und lernte ihren späteren Ehemann Jorge Dias bei einem Konzert in Rostock kennen. Jorge Dias war von 1938 bis 1939 Dozent für Portugiesisch an der Universität Rostock, von 1939 bis 1942 an der Universität München und von 1942 bis 1944 an der Universität Berlin. Sie heirateten im November des folgenden Jahres und übersiedelten 1944, noch vor Ende des Zweiten Weltkriegs, mit ihren beiden Kindern nach Portugal. Dabei verloren sie alle Bücher und Partituren durch einen Brand am Flughafen.

### Portugal
In den 1940er Jahren widmete sich Margot Dias den volkstümlichen Liedern des Ortes Vilarinho da Furna und unterstützte ihren Mann bei seiner Dissertation, die er 1944 an der Universität München verteidigte. Er fügte diese Lieder im Kapitel XIV, Feste, Tänze, Lieder seiner Doktorarbeit über diesen Ort hinzu.
Jorge Dias wurde 1947 beauftragt, die ethnografische Abteilung des Zentrums für ethnologische Studien (CEEP) zu leiten, und Margot Dias wurde dort aufgrund ihrer autodidaktisch erworbenen Kenntnisse offiziell seine Mitarbeiterin. Zu diesem Team gehörten auch Fernando Galhano, Ernesto Veiga de Oliveira und Benjamim Enes Pereira. Ihr letztes Klavierkonzert gab sie 1956 und widmete sich fortan ganz der Ethnologie.

### Angola, Mosambik und Portugiesisch-Guinea
Nach 1957 begleitete sie Jorge Dias, der später als der bedeutendste portugiesische Anthropologe des 20. Jahrhunderts bezeichnet wurde, auf Missionen nach Angola, Mosambik und Portugiesisch-Guinea zur Erforschung ethnischer Minderheiten in den damaligen portugiesischen Kolonien. Der kolonialpolitisch motivierte Auftrag dieser Missionen bestand darin, die indigene Bevölkerung in den portugiesischen Überseegebieten und ihre Einstellung gegenüber der kolonialen Herrschaft zu untersuchen.
Zwischen 1957 und 1961 führte das Ehepaar Dias unter anderem Forschungskampagnen über die Makonde im Norden Mosambiks, die Chopi im Süden Mosambiks und die Khoisan in Angola durch. In der Kampagne von 1961 kehrte Margot Dias alleine auf das Makonde-Plateau zurück, um fehlende Informationen zu sammeln. Diese Kampagnen führten zur Veröffentlichung von zwei gemeinsam verfassten Bänden über die Makonde in Mosambik. Margot Dias konzentrierte sich dabei auf ihre Studien zu Verwandtschaftsbeziehungen, Initiationsriten, Gebrauchsgegenständen, Musik und traditionellen Skulpturen. Dabei machte sie zahlreiche Fotografien und Filmaufnahmen, unter anderem von Pubertätsriten der jungen Frauen, Maskentänzen, Geschichtenerzählern, Töpfer- und Korbflechtarbeiten oder Praktiken von traditionellen Heilern. Weitere Dokumente waren ihre Tonaufnahmen und detaillierte ethnografische Aufzeichnungen. Einer ihrer seltenen Kommentare, der eine kritische Einschätzung gegenüber der portugiesischen Kolonialpolitik nach dem Massaker von Mueda am 16. Juni 1960 ausdrückte, lautete: „Wir waren uns 1961 bewusst, dass es das letzte Mal war – dass sich alles ändern würde. Meine Notizen beschreiben eine sehr große Traurigkeit, denn es gibt ein Misstrauen, die Schwarzen versteckten sich im Busch, sie hatten Angst vor den Weißen, und die Weißen vor den Schwarzen.“

### Spätere Jahre
Nach 1965 unterstützte Margot Dias die Gründung des heutigen Nationalen Museums für Ethnologie und steuerte das erste Objekt für die ethnografische Sammlung bei, einen Behälter, mit dem Makonde-Frauen Wasser holten. Jorge Dias wirkte von 1965 bis zu seinem Tod im Jahr 1973 als erster Direktor des als Museu de Etnologia do Ultramar (Museum für Ethnologie der portugiesischen Überseegebiete) in Lissabon gegründeten ethnografischen Museums. Nach dem Tod ihres Mannes setzte sie ihre ethnologische Arbeit fort, wobei sie weiterhin Studien über die Kultur in Mosambik veröffentlichte.
Karin Schmidt Dias, die Tochter von Margot und Jorge Dias, war in dessen erster Ehe mit dem späteren Staatspräsidenten Portugals, Jorge Sampaio, verheiratet. – Im Jahr 2001 verstarb Margot Dias im Alter von 93 Jahren in der portugiesischen Kleinstadt Óbidos.

## Ausgewählte Veröffentlichungen

### Monografien und Studien
- Jorge Dias, Margot Dias, Manuel Viegas Guerreiro: Os Macondes de Moçambique, vol. 1 – 4, 1964/1970. Hrsg.: Junta de Investigações do Ultramar, Centro de Estudos de Antropologia Cultural. Lissabon (portugiesisch, 1168 S., Neuausgabe des ersten Bands 1998 mit einem Vorwort von Rui Pereira).[10]

Daneben verfasste Margot Dias mehrere ethnologische Studien über ihre Feldforschungen in Mosambik und Angola:
- Instrumentos musicais de Moçambique. Lissabon: Instituto de Investigação Científica Tropical, 1986. (portugiesisch)
- O Fenomeno Da Escultura: Maconde Chamada ‘Moderna’. Junta de Investigacoes do Ultramar, 1973. (portugiesisch)
- Die Maganja da Costa. Beitrag zum Studium der Verwandtschaftssysteme Moçambiques. In: Baessler-Archiv. (worldcat.org).
- Makonde-Töpferei. In: Baessler-Archiv, Bd. IX. 1961 (worldcat.org).
- Gruppenbildende und individuelle Musikinstrumente in Moçambique. (worldcat.org).
- Mosambik. In: Gerhard Kubik (Hrsg.): Musikgeschichte in Bildern. Ostafrika. Band 1, Nr. 10. VEB Deutscher Verlag für Musik, Leipzig 1982.

### Ethnografische Dokumentarfilme
Im Jahr 2016 veröffentlichten das Nationale Museum für Ethnologie, die Generaldirektion für kulturelles Erbe und die Cinemateca Portuguesa 28 ethnografische Dokumentaraufnahmen, die Dias zwischen 1958 und 1961 gefilmt hatte, mit einer Einleitung und eingesprochenen Kommentaren aus ihren Aufzeichnungen auf DVD.

## Auszeichnungen
Am 4. Februar 1989 wurde Margot Dias mit dem Orden des Infanten Dom Henrique durch den portugiesischen Präsidenten Mário Soares dekoriert. Ihr und Benjamim Pereira zu Ehren stiftete die Portugiesische Gesellschaft für Anthropologie den APA-Margot-Dias-und-Benjamim-Pereira-Preis, mit dem Arbeiten auf dem Gebiet der visuellen Anthropologie ausgezeichnet werden.

## Rezeption
Laut dem Sozialanthropologen João Leal stand Margot Dias zu Unrecht im Schatten ihres Mannes, was der britische Sozialanthropologe Harry G. West als ein häufiges Phänomen unter Ehepaaren bezeichnete, die in der ersten Hälfte des 20. Jahrhunderts als Ethnologen arbeiteten. Während Jorge Dias als Leiter der Mission und Universitätsprofessor gesehen wurde, war seine Frau die Ethnologin, die von den Menschen fasziniert war und eine Beziehung mit ihnen aufbauen konnte. Dabei richtete sich ihr Interesse auch besonders auf Frauen der afrikanischen Ethnien. Ihre gemeinsam verfassten umfassenden Bände über die Kultur der Makonde in Mosambik, Os Macondes de Moçambique (1964/70), wurden zu einem Referenzwerk der ethnologischen Studien in Portugal. Den geplanten fünften Band über die Skulptur und Musik der Makonde wollte sie jedoch nicht vollenden, da sie sich dafür ihren verstorbenen Mann als Mitautor gewünscht hätte.
Die von Jorge und Margot Dias verfassten drei Bände über die Makonde von Mosambik wurden in Rezensionen von Fachkollegen in den 1960er Jahren einerseits als „exzellente Werke sozialanthropologischer Literatur“ bezeichnet. Andererseits kritisierte die Sozialanthropologin Susan Drucker den „unkritischen Umgang mit Quellen, ethnozentrische Vorurteile, Mutmaßungen und einen literarischen Stil“. Im Vorwort des portugiesischen Politikers Rui Pereira zur 1998 erschienenen Neuausgabe des ersten Bandes kommentiert dieser den kolonialpolitischen Kontext der Mission: „Jorge Dias [scheint] im Laufe der Kampagnen die Hierarchie der Interessen, die zuvor von den Geldgebern seiner Forschungen im Norden Mosambiks festgelegt worden war, umgedreht zu haben, d. h. er hat die eminent ethnologischen Ziele in den Vordergrund gestellt.“
Die Notizbücher, mehr als 1800 Filme und 6000 Tonaufnahmen sowie die technische Ausrüstung von Margot Dias befinden sich heute im Besitz des Nationalen Museums für Ethnologie (MNE) in Lissabon. Ihre Filmdokumente zur ethnografischen Forschung seit Mitte der 1950er Jahre wurden von Paulo Costa, Direktor des MNE, als „absolut wegweisend“ und „außergewöhnlicher Schatz“ bewertet.
In ihrer Studie Evidence and Fiction: An Untimely Alliance with the Photography Archive of Margot Dias and Jorge Dias benutzte die Künstlerin Catarina Simão unter anderem Fotos von Jorge und Margot Dias als fotografisches Medium, um damit Konzepte wie „Authentizität“ und „Kolonialität“ im Sinne der Visuellen Anthropologie zu untersuchen.
Im Jahr 2022 veröffentlichte die portugiesische Regisseurin Catarina Alves Costa den Dokumentarfilm Margot, der auf einer vorausgegangenen Fernsehdokumentation beruht. Der Film behandelt das Leben von Margot Dias von ihrer Jugend im Deutschland der 1920er Jahre bis zu ihren ethnologischen Studien mit Jorge Dias und enthält Originalfotos und Filmszenen. Er wurde unter anderem bei Dokumentarfilmfestivals in Lissabon, Porto, München und Wien gezeigt.